# Highland Park (Illinois)
Highland Park is een plaats (city) in de Amerikaanse staat Illinois, en valt bestuurlijk gezien onder Lake County.

## Demografie
Bij de volkstelling in 2000 werd het aantal inwoners vastgesteld op 31.365. In 2006 is het aantal inwoners door het United States Census Bureau geschat op 31.614, een stijging van 249 (0,8%).

## Geografie
Volgens het United States Census Bureau beslaat de plaats een oppervlakte van 32,0 km², geheel bestaande uit land. Highland Park ligt op ongeveer 205 m boven zeeniveau.

## Plaatsen in de nabije omgeving
De onderstaande figuur toont nabijgelegen plaatsen in een straal van 8 km rond Highland Park.

## Bekende personen van Highland Park

### Geboren
- Chuck Russell (1952), filmregisseur
- D.W. Moffett (1954), acteur en filmregisseur
- Jeff Perry (1955), acteur
- Bill Cassidy (1957), senator voor Louisiana

### Woonachtig (geweest)
- Jill Stein (1950), politica
- Chief Keef (1995), rapper